# Сульфіміди
Сульфіміди (рос. сульфимиды, англ. sulfimides, [sulfilimines, sulfimines*]) — 

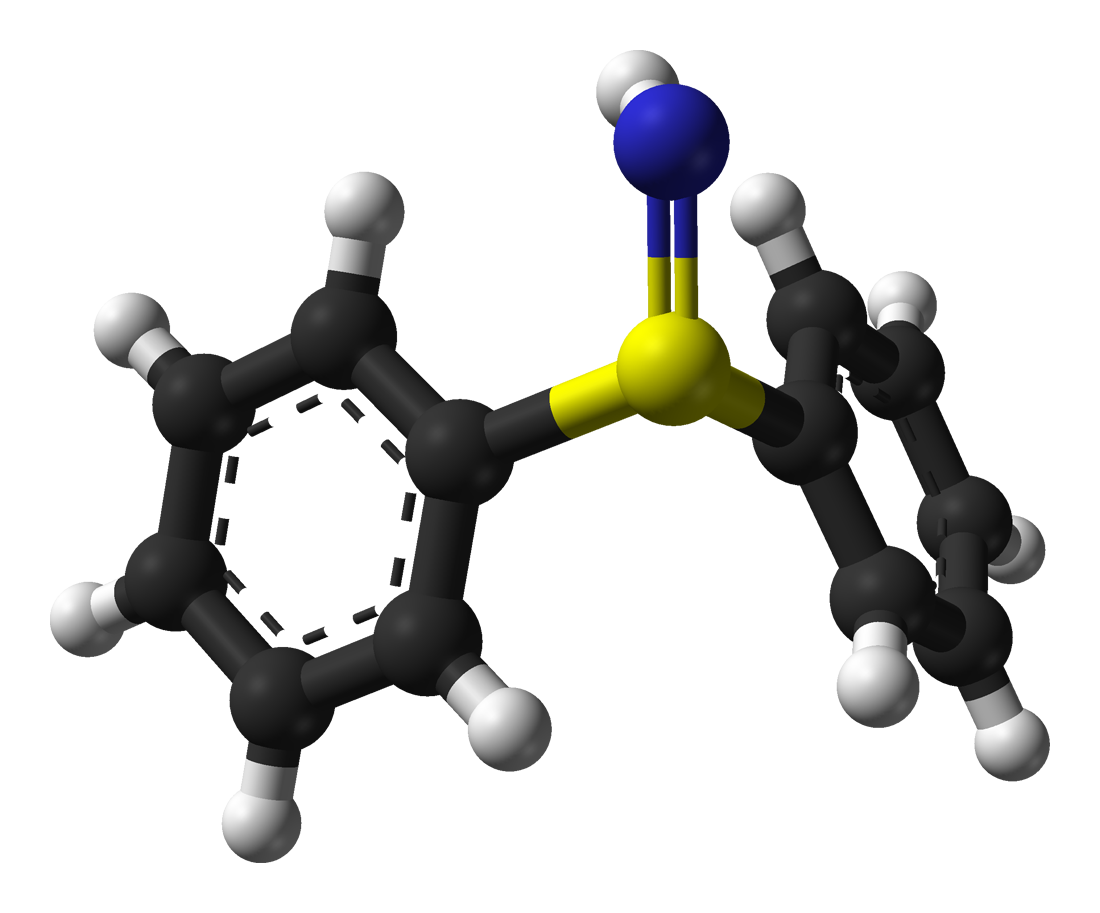
Модель дифенілсульфімідної молекули Ph_{2}S=NH

- 1. Сульфімід H2S=NH та його гідрокарбільні похідні. Отже вони відносяться до сульфоксидів так, як іміни до альдегідів або кетонів. Пр., S, S-діетил-N-фенілсульфімід (C2H5)2S=NPh.
- 2. Термін, використовуваний в Chemical Abstracts ServiceIndex Nomenclatur для сульфоніламінів RN=S(=O)2.